# Йорданська долина (Близький Схід)
32°19′02″ пн. ш. 35°34′12″ сх. д. / 32.317222° пн. ш. 35.57° сх. д.

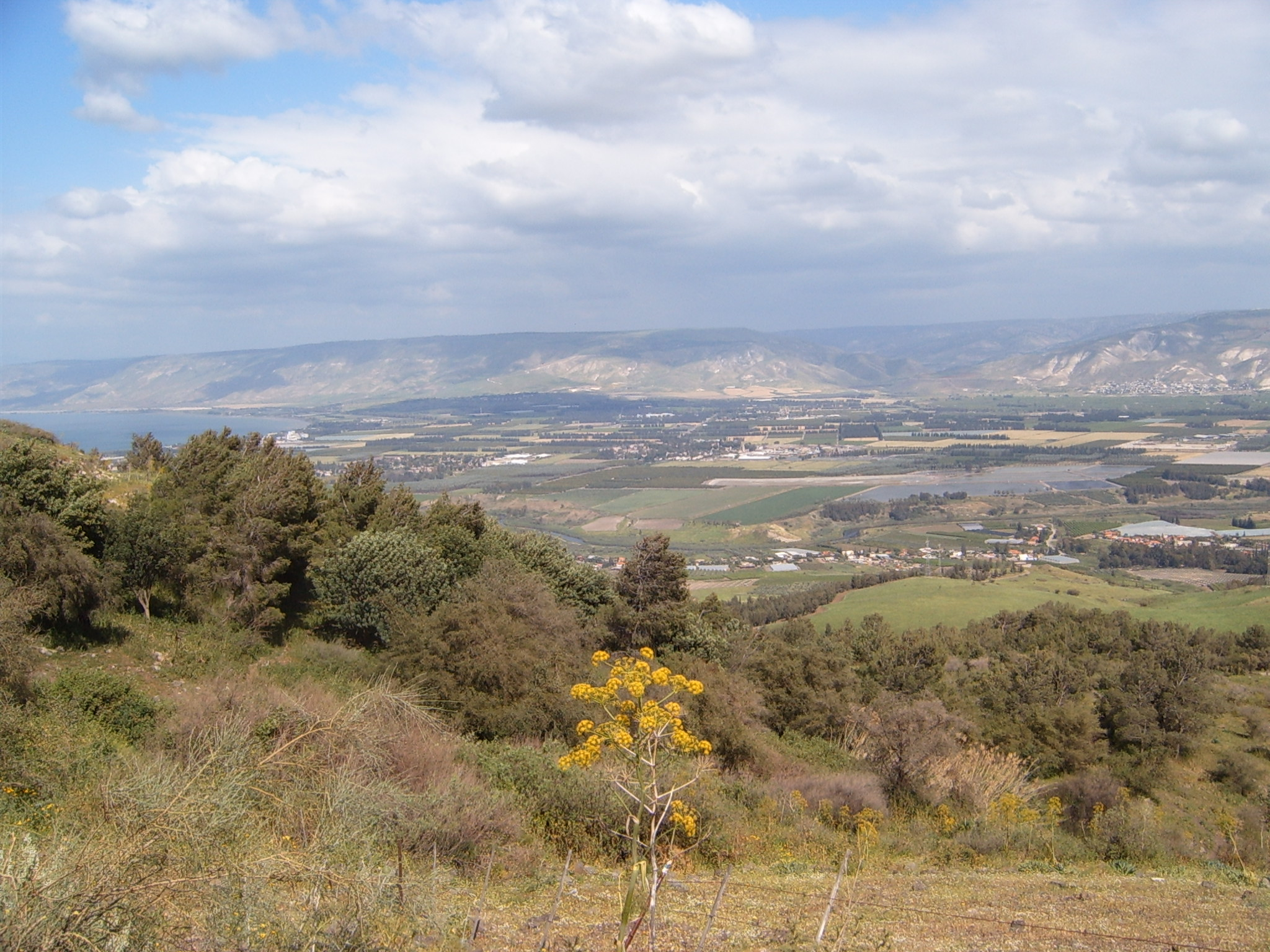
Йорданська долина на південь від Галілейського моря

Долина річки Йордан є географічним регіоном, що є частиною більш великої Йорданської рифтової долини. Вона має довжину 120 км і ширину 15 км, з півдня вона обмежена Мертвим морем, на півночі — Тиверіадським озером. А також додатково 155 км на південь від Мертвого моря до Акаба — район також відомий як Ваді Арава або долина Арава. Він утворює кордон між Ізраїлем та Йорданією на півночі і східну смугу Західного берегу, на півдні.
47 тис. палестинців живуть на терені долини, що є Західним берегом, у двадцяти постійних громадах, одне з них місто Єрихон; більше тисячі, головним чином бедуїнів, живуть у тимчасових поселеннях. Близько 11 000 ізраїльтян проживають в 17 кібуцах, які є частиною Регіональної ради Йорданської долини (івр. מועצה אזורית עמק הירדן) в Ізраїлі. Ще 7 500 осіб живе в двадцяти шести ізраїльських поселеннях і п'ять таборів бригади Нахаль — на Західному березі. Населення Йорданської долини становить понад 85 000 осіб, більшість з них фермери, а 80 % господарств у Йорданської частині долини є сімейні ферми площею що не перевищує 30 дунамів.

## Огляд

Йорданська долина (жовта та помаранчева).

В північній частині долини відомій як Гор, клімат на кілька градусів тепліше, ніж на прилеглих теренах, що дозволяє цілорічно займатись сільським господарством. Родючі ґрунти та водопостачання зробили Гор ключовим у галузі сільського господарства Ізраїлю. Річка Йордан має живлення з декількох джерел, головним чином з гір Антиліван в Сирії. Вона прямує в Тиверіадське озеро, що на 212 метрів нижче рівня моря, а потім тече в Мертве море.
Початок сільського господарства в Гор датується приблизно 10 000 років тому. Цей район родючих земель був згаданий в Старому Завіті, річку Йордан шанують християни, як місце, де Іван Хреститель хрестив Ісуса Христа.
В останні кілька десятиліть, сучасні методи ведення сільського господарства значно розширили обсяг сільськогосподарського виробництва в районі. Будівництво Східногорського каналу Йорданією в 1950-х роках (нині відомий як Канал короля Абдулли), який прямує східним берегом долини річки Йордан, на 69 км і надав можливість зрошування нових районів. Впровадження переносних теплиць викликало семиразове збільшення продуктивності праці, що дозволило Йорданії розпочати експорт великих обсягів фруктів і овочів цілий рік.

## Територіальна суперечка
До війни 1967, в долині на Йорданському боці мешкало близько 60 000 осіб, головним чином дехкан та номадів. До 1971 населення скоротилося до 5.000 в результаті війни і конфлікту між палестинськими партизанами і йорданськими збройними силами у 1970-71. Інвестиції з боку йорданського уряду в регіон дозволило збільшити населення до 85.000 в 1979.
З часу закінчення війни 1967, кожний ізраїльський уряд розглядає долину як «східний кордон» між Ізраїлем та Йорданію. Більша частина долини знаходиться на терені сучасного Ізраїлю та на Західному березі, було оголошено державною землею і передано під юрисдикцію ізраїльських регіональних рад Регіональної ради Йорданської долини і Мегілоту (Bik'at HaYarden і Megilot). В рамках цієї угоди в Осло, смуга була класифікована як Площа C, за винятком анклаву навколо Єрихону.
Ізраїль спочатку планував побудувати в східній частині продовження бар'єр в рамках ізраїльського бар'єру Західного берегу, відокремлюючи долину річки Йордан, від іншої частини Західного берега. Від плану відмовились через міжнародну критику маршруту проходження бар'єру в цілому, а також згідно з рішенням Міжнародного суду від червня 2004. Замість цього, було створено режим дозволів та жорстких обмежень на пересування палестинців в долині річки Йордан. «Бецелем», наголосило: "Ці акти слугують заміною для будівництва фізичного бар'єра, створюючи ситуацію в долині річки Йордан практично ідентичною тій, яка є в «зоні відчуження» між ізраїльським бар'єром Західного берегу та «зеленою лінією».